# Pāmesār
Pāmesār (persiska: پامسار) är en bondby i Iran.   Den ligger i provinsen Gilan, i den nordvästra delen av landet, 250 km nordväst om huvudstaden Teheran. Pāmesār ligger 48 meter över havet och antalet invånare är 328.
Terrängen runt Pāmesār är platt åt nordost, men åt sydväst är den kuperad.Runt Pāmesār är det ganska tätbefolkat, med 111 invånare per kvadratkilometer. Närmaste större samhälle är Fūman, 3,5 km öster om Pāmesār. Trakten runt Pāmesār består till största delen av jordbruksmark.